# Persone di nome Mario/Calciatori
| Questa pagina contiene informazioni ricavate automaticamente dalle voci biografiche con l'ausilio del template Bio e di un bot. L'aggiornamento è periodico e automatico e ricostruisce completamente la pagina. Se manca una persona in questa lista, sei pregato di non aggiungerla, ma accertati piuttosto che la sua voce biografica contenga il template Bio e che i dati anagrafici siano correttamente compilati. Se il template Bio manca, inseriscilo tu stesso o, in alternativa, metti l'avviso {{tmp\|Bio}} che ne segnala la mancanza. Se i dati riportati sono sbagliati, correggi direttamente la voce biografica; le modifiche saranno visibili in questa lista entro pochi giorni. Per chiarimenti vedi il progetto antroponimi. La lista contiene solo le 461 persone che sono citate nell'enciclopedia e per le quali è stato implementato correttamente il template Bio. Pagina aggiornata al 22 lug 2025. |

Questa è una lista di persone presenti nell'enciclopedia che hanno il nome Mario e sono calciatori.

## A(17)
- Mario Acerbi, calciatore e allenatore di calcio italiano (Lodi, n. 1913 - Lodi, † 2010)
- Mario Acevedo, ex calciatore guatemalteco (Puerto Barrios, n. 1969)
- Mario Alborta, calciatore boliviano (La Paz, n. 1910 - La Paz, † 1976)
- Mario Alfieri, calciatore italiano
- Mario Allorini, calciatore italiano (Pistoia, n. 1908 - Pistoia, † 1989)
- Mario Andreis, calciatore italiano (Brescia, n. 1916 - † 1998)
- Mario Angiolini, calciatore italiano (Modena, n. 1911 - Bologna, † 1980)
- Angelo Anquilletti, calciatore italiano (San Donato Milanese, n. 1943 - Milano, † 2015)
- Mario Antonioli, calciatore e allenatore di calcio italiano
- Mario Antozzi, ex calciatore italiano (Casalpusterlengo, n. 1926)
- Mario Arbizzani, calciatore italiano
- Mario Ardissone, calciatore italiano (Vercelli, n. 1900 - Vercelli, † 1975)
- Mario Ardizzon, calciatore e allenatore di calcio italiano (Chioggia, n. 1938 - Venezia, † 2012)
- Mario Arteaga, ex calciatore messicano (Guadalajara, n. 1970)
- Mario Astorri, calciatore e allenatore di calcio italiano (Cadeo, n. 1920 - Copenaghen, † 1989)
- Mario Audisio, calciatore italiano (Venezia, n. 1930 - Torino, † 2018)
- Mario Autelli, calciatore italiano (Alessandria, n. 1905 - Alessandria, † 2004)

## B(57)
- Mario Babić, calciatore croato (Zagabria, n. 1992)
- Mario Badiani, calciatore italiano (Pisa, n. 1909)
- Mario Baesso, ex calciatore brasiliano (San Paolo, n. 1945)
- Mario Baldi, calciatore italiano (Livorno, n. 1903 - Livorno, † 1987)
- Mario Baldini, calciatore italiano
- Mario Balotelli, calciatore ghanese (Palermo, n. 1990)
- Mario Bandirali, calciatore italiano (San Grato, n. 1921 - Abbiategrasso, † 1993)
- Mario Barabino, calciatore italiano
- Mario Baraldi, calciatore italiano (San Prospero sulla Secchia, n. 1912 - Modena, † 1998)
- Mario José Barbieri, calciatore argentino
- Mario Barbon, calciatore italiano (Mestre, n. 1916 - Mestre, † 1976)
- Mario Barcia, calciatore argentino (Santiago del Estero, n. 1989)
- Mario Barco, calciatore spagnolo (Estella, n. 1992)
- Mario Barera, calciatore italiano (Palazzolo Vercellese, n. 1921 - Vercelli, † 1998)
- Mario Barilko, ex calciatore uruguaiano (Colonia del Sacramento, n. 1970)
- Hector Bayon, calciatore, dirigente sportivo e arbitro di calcio italiano (Genova, n. 1885 - Roma, † 1946)
- Mario Bazina, ex calciatore croato (Mostar, n. 1975)
- Mario Beccaro, calciatore italiano
- Mario Begni, calciatore italiano (Somma Lombardo, n. 1924 - Milano, † 1965)
- Rodrigo Bengua, ex calciatore uruguaiano (Montevideo, n. 1980)
- Mario Bergamaschi, calciatore italiano (Crema, n. 1929 - Crema, † 2020)
- Mario Bergamaschi, calciatore italiano (Cusago, n. 1913)
- Mario Ludovico Bergara, calciatore uruguaiano (Montevideo, n. 1937 - † 2001)
- Mario Bergonzini, calciatore italiano (Modena, n. 1912 - Modena, † 1988)
- Mario Bermejo, ex calciatore spagnolo (Santander, n. 1978)
- Mario Bernardel, calciatore italiano (Romans d'Isonzo, n. 1922)
- Mario Bernetti, calciatore italiano (Alessandria, n. 1903 - Alessandria, † 1977)
- Mario Berríos, ex calciatore honduregno (Tela, n. 1982)
- Mario Bertini, ex calciatore italiano (Prato, n. 1944)
- Mario Bertuzzi, calciatore e allenatore di calcio italiano (Tortona, n. 1918 - † 2005)
- Mario Bilate, calciatore russo (Mosca, n. 1991)
- Mario Bilen, calciatore croato (Vinkovci, n. 1985)
- Mario Bo, calciatore italiano (Savona, n. 1912 - Torino, † 2003)
- Mario Boccalatte, calciatore italiano (Biella, n. 1933 - † 2021)
- Mario Bolatti, ex calciatore argentino (La Para, n. 1985)
- Mario Boldi, calciatore italiano (Tarcento, n. 1924 - † 2010)
- Mario Boljat, calciatore jugoslavo (Spalato, n. 1951 - Spalato, † 2024)
- Mario Bonczuk, ex calciatore argentino (Buenos Aires, n. 1939)
- Mario Bonivento, calciatore e allenatore di calcio italiano (Pola, n. 1903 - Grado, † 1984)
- Mario Bossi, calciatore italiano (Roma, n. 1907 - Roma, † 2003)
- Mario Bossi, calciatore italiano (Lodi, n. 1901)
- Mario Boyé, calciatore e attore argentino (Buenos Aires, n. 1922 - Buenos Aires, † 1992)
- Mario Božić, calciatore bosniaco (Tuzla, n. 1983 - † 2023)
- Mario Brandani, ex calciatore italiano (Pisa, n. 1968)
- Mario Brandimarte, calciatore italiano (Pescara, n. 1915)
- Mario Bredo, calciatore italiano
- Mario Bresolin, ex calciatore italiano (Mogadiscio, n. 1938)
- Mario Brkljača, ex calciatore croato (Zagabria, n. 1985)
- Mario Brlečić, calciatore croato (Zagabria, n. 1989)
- Mario Brugnera, ex calciatore italiano (Venezia, n. 1946)
- Mario Bruni, calciatore italiano
- Mario Bruno, calciatore e allenatore di calcio italiano (Alessandria, n. 1905 - † 1944)
- Mario Budimir, ex calciatore croato (Signo, n. 1986)
- Mario Bulli, ex calciatore italiano (Livorno, n. 1943)
- Mario Burić, calciatore croato (Macarsca, n. 1991)
- Mario Bussich, calciatore italiano (Spalato, n. 1898 - Roma, † 1971)
- Mario Bühler, calciatore svizzero (Emmen, n. 1992)

## C(46)
- Mario Caccia, calciatore italiano (Busto Arsizio, n. 1920)
- Mario Cáceres, ex calciatore cileno (Santiago del Cile, n. 1981)
- Mario Caciagli, calciatore e allenatore di calcio italiano (Pontedera, n. 1923 - Le Focette, † 1993)
- Mario Cagliani, calciatore italiano
- Mario Calosi, ex calciatore italiano (Barberino Val d'Elsa, n. 1944)
- Mario Calzolari, calciatore italiano (La Spezia, n. 1905 - † 1951)
- Mario Camacho, ex calciatore costaricano (Alajuela, n. 1983)
- Mario Camilloni, calciatore e allenatore di calcio italiano (Roma, n. 1929 - Albenga, † 2018)
- Mario Capelli, ex calciatore italiano (Novi Ligure, n. 1929)
- Mario Capra, calciatore italiano (Torino, n. 1897 - † 1965)
- Mario Capurro, calciatore italiano (Genova, n. 1897 - Genova, † 1956)
- Mario Massimo Caruso, ex calciatore italiano (Trapani, n. 1969)
- Mario Cassano, ex calciatore italiano (Vizzolo Predabissi, n. 1983)
- Mario Castellazzi, calciatore e allenatore di calcio italiano (Finale Emilia, n. 1934 - La Spezia, † 2018)
- Mario Castillo, ex calciatore salvadoregno (San Miguel, n. 1957)
- Mario Cavallini, calciatore italiano (Livorno, n. 1935 - Livorno, † 2014)
- Mario Cavigliani, calciatore italiano (Vigevano, n. 1914)
- Mario Celoria, calciatore italiano (Rive, n. 1911 - Grignasco, † 1984)
- Mario Ceriani, calciatore italiano (Samarate, n. 1914)
- Mario Cesanelli, calciatore italiano (Isola, n. 1919)
- Mario Chaldú, calciatore argentino (Buenos Aires, n. 1942 - Monte Grande, † 2020)
- Mario Chiodi, calciatore italiano (Alessandria, n. 1896 - Alessandria, † 1974)
- Mario Chiominato, calciatore italiano
- Mario Chirinos, ex calciatore honduregno (Tegucigalpa, n. 1978)
- Mario Cipollato, ex calciatore italiano (Venezia, n. 1941)
- Mario Claut, calciatore italiano (Trieste, n. 1929 - † 2010)
- Mario Clerico, calciatore italiano
- Mario Cocco, ex calciatore italiano (Bolzano, n. 1932)
- Mario Coll, ex calciatore colombiano (Bucaramanga, n. 1960)
- Mario Colombo, ex calciatore italiano (Busto Arsizio, n. 1934)
- Mario Cometto, calciatore italiano (La Spezia, n. 1905 - † 1931)
- Mario Comi, calciatore italiano
- Mario Conte, calciatore italiano (Ferrara, n. 1910)
- Mario Conti, calciatore italiano (Motta Visconti, n. 1935 - Motta Visconti, † 2020)
- Mario Cordioli, calciatore italiano (Verona, n. 1921 - Verona, † 2005)
- Mario Corinaldesi, calciatore italiano (Milano, n. 1891)
- Mario Corso, calciatore e allenatore di calcio italiano (Verona, n. 1941 - Milano, † 2020)
- Mario Corti, calciatore italiano (Genova, n. 1931 - Catania, † 2020)
- Mario Costa, calciatore italiano (n. 1902)
- Mario Costella, calciatore italiano (Genova, n. 1893 - Genova, † 1973)
- Mario Crespi, calciatore italiano
- Mario Croci, calciatore italiano (Spalato, n. 1909)
- Mario Crosta, calciatore italiano
- Mario Cuenca, ex calciatore argentino (Del Campillo, n. 1975)
- Mario Curti, calciatore italiano (Vercelli, n. 1901 - Vercelli, † 1968)
- Mario Cuéllar, calciatore boliviano (Santa Cruz de la Sierra, n. 1989)

## D(20)
- Aranha, ex calciatore brasiliano (Pouso Alegre, n. 1980)
- Mario Da Pozzo, ex calciatore italiano (Legnago, n. 1939)
- Mario Dajsinani, calciatore albanese (Durazzo, n. 1998)
- Mario Dal Molin, ex calciatore italiano (Marostica, n. 1939)
- Mario Dalfini, calciatore italiano (Villafranca di Verona, n. 1909)
- Mario Dalla Pietra, calciatore italiano (Cavarzere, n. 1937 - Milano, † 2019)
- Mario David, calciatore e allenatore di calcio italiano (Grado, n. 1934 - Monfalcone, † 2005)
- Mario De Bartoli, calciatore italiano (Trieste, n. 1912)
- Mario De Micheli, calciatore italiano (Roma, n. 1907 - Roma, † 1965)
- Mario De Prati, ex calciatore italiano (Mortara, n. 1928)
- Mario De Simoni, calciatore italiano (Milano, n. 1887 - † 1967)
- Mario Degrassi, calciatore italiano (Livorno, n. 1919 - Monfalcone, † 1999)
- Mario De Grassi, ex calciatore italiano (Monfalcone, n. 1937)
- Mario Del Cittadino, calciatore italiano (Livorno, n. 1907 - † 1980)
- Mario Della Grisa, calciatore italiano (Alessandria, n. 1905 - Genova, † 1991)
- Mario Deotto, calciatore italiano (Monfalcone, n. 1935 - Monfalcone, † 2020)
- Mario Di Pietro, calciatore brasiliano (Banne, n. 1928 - Bauru, † 2005)
- Mario Donadoni, ex calciatore italiano (Bergamo, n. 1979)
- Mario de Luna, calciatore messicano (Aguascalientes, n. 1988)
- Mario de las Casas, calciatore peruviano (Lima, n. 1905 - Callao, † 2002)

## E(1)
- Mario Engels, calciatore tedesco (Troisdorf, n. 1993)

## F(21)
- Mario Faber, ex calciatore e ex giocatore di calcio a 5 olandese (n. 1959)
- Mario Fara, calciatore e dirigente sportivo italiano (Alessandria, n. 1945 - Arezzo, † 2005)
- Mario Farrugia, ex calciatore maltese (n. 1955)
- Mario Fasano, ex calciatore belga (Charleroi, n. 1973)
- Mario Fasson, calciatore svizzero (n. 1902 - Berna, † 1965)
- Mario Fernández Cuesta, calciatore spagnolo (Santander, n. 1988)
- Mario Fernández, calciatore argentino (n. 1922)
- Mario Ferraguti, ex calciatore italiano (Sala Baganza, n. 1944)
- Mario Ferraris, calciatore italiano (Vercelli, n. 1904 - Vercelli, † 1986)
- Mario Ferrero, calciatore italiano (Torino, n. 1909)
- Mario Filippo, calciatore argentino (n. 1919)
- Mario Fillinger, ex calciatore tedesco (Pirna, n. 1984)
- Mario Finazzi, calciatore italiano (Bergamo, n. 1910)
- Mario Fontana, calciatore italiano (Milano, n. 1906 - Sesto San Giovanni, † 1998)
- Mario Fontanella, calciatore italiano (Napoli, n. 1989)
- Mario Forlivesi, calciatore italiano (Roma, n. 1927 - Roma, † 1945)
- Mario Formenton, calciatore italiano (Mira, n. 1914)
- Mario Francisco Fortunato, calciatore argentino (Buenos Aires, n. 1905 - Buenos Aires, † 1970)
- Mario Freddi, calciatore italiano
- Mario Froncillo, calciatore italiano (Venezia, n. 1908)
- Mario Frustalupi, calciatore e dirigente sportivo italiano (Orvieto, n. 1942 - San Salvatore Monferrato, † 1990)

## G(30)
- Mario Galassi, calciatore italiano (Roma, n. 1917 - Marsala, † 1987)
- Mario Galindo, ex calciatore cileno (Punta Arenas, n. 1951)
- Mario Gallo, calciatore italiano (Padova, n. 1909)
- Mario García Alvear, calciatore spagnolo (Santander, n. 2003)
- Mario García, calciatore uruguaiano (Punta del Este, n. 1999)
- Mario Gardini, calciatore italiano (Vespolate, n. 1908 - Vercelli, † 1986)
- Mario Gargiulo, calciatore italiano (Napoli, n. 1996)
- Mario Gastan, ex calciatore uruguaiano (n. 1969)
- Mario Gavranović, ex calciatore svizzero (Lugano, n. 1989)
- Mario Gelada, calciatore italiano (n. 1904)
- Mario Genta, calciatore e allenatore di calcio italiano (Torino, n. 1912 - Genova, † 1993)
- Mario Ghiglione, calciatore italiano (Prelà, n. 1918 - Imperia, † 2003)
- Mario Ghinelli, calciatore italiano
- Mario Ghirardi, calciatore italiano (Lonato, n. 1926)
- Mario Giacomi, calciatore italiano (Chievo, n. 1949 - Chievo, † 1977)
- Mario Giani, calciatore italiano (Serravalle Scrivia, n. 1912 - Ronco Scrivia, † 1975)
- Mario Gianni, calciatore e allenatore di calcio italiano (Genova, n. 1902 - Milano, † 1967)
- Mario Gil, ex calciatore cubano (n. 1985)
- Mario Gila, calciatore spagnolo (Barcellona, n. 2000)
- Edison Giménez, calciatore paraguaiano (Asunción, n. 1981)
- Mario Giubertoni, ex calciatore italiano (Moglia, n. 1945)
- Mario Giuriati, calciatore e militare italiano (Milano, n. 1895 - Gorizia, † 1916)
- Mario González Gutiérrez, calciatore spagnolo (Villarcayo, n. 1996)
- Mario González, calciatore salvadoregno (San Miguel, n. 1997)
- Mario González, calciatore uruguaiano (n. 1950 - † 2019)
- Mario Goretti, ex calciatore italiano (Deruta, n. 1958)
- Mario Grgić, ex calciatore austriaco (Banja Luka, n. 1986)
- Mario Grgurović, ex calciatore croato (Zara, n. 1985)
- Mario Gritti, calciatore italiano (Albino, n. 1923 - Firenze, † 2013)
- Mario Götze, calciatore tedesco (Memmingen, n. 1992)

## H(6)
- Mario Haas, ex calciatore austriaco (Graz, n. 1974)
- Mario Harte, calciatore barbadiano (Bridgetown, n. 1988)
- Mario Hermoso, calciatore spagnolo (Madrid, n. 1995)
- Mario Hernández, calciatore spagnolo (Madrid, n. 1999)
- Mario Hieblinger, ex calciatore austriaco (Mistelbach, n. 1977)
- Mario Holek, ex calciatore ceco (Brno, n. 1986)

## I(2)
- Mario Ielpo, ex calciatore italiano (Roma, n. 1963)
- Mario Invernizzi, ex calciatore italiano (Alagna, n. 1937)

## J(4)
- Mario Jannarilli, calciatore italiano (Roma, n. 1941 - † 2002)
- Mario Jelavić, calciatore croato (Spalato, n. 1993)
- Mario Jiménez, ex calciatore colombiano (n. 1959)
- Mario Jurčević, calciatore sloveno (Lubiana, n. 1995)

## K(6)
- Mario Kempes, ex calciatore, allenatore di calcio e commentatore televisivo argentino (Bell Ville, n. 1954)
- Mario Killer, ex calciatore argentino (Rosario, n. 1951)
- Mario Kirchmayr, ex calciatore italiano (Vicenza, n. 1935)
- Mario Kirev, ex calciatore bulgaro (Dupnica, n. 1989)
- Mario Krstovski, calciatore macedone (Kočani, n. 1998)
- Mario Kvesić, calciatore bosniaco (Široki Brijeg, n. 1992)

## L(17)
- Mario Larenas, calciatore cileno (Santiago del Cile, n. 1993)
- Mario Laurencich, calciatore e allenatore di calcio italiano (Fiume, n. 1920 - Chieti, † 1996)
- Mario Lazzaroni, calciatore italiano (Milano, n. 1907 - Milano, † 1992)
- Mario Leitgeb, calciatore austriaco (Graz, n. 1988)
- Mario Lemina, calciatore gabonese (Libreville, n. 1993)
- Mario Lepe, ex calciatore cileno (Santiago del Cile, n. 1965)
- Mario Liberalato, calciatore italiano (Venezia, n. 1937 - Mestre, † 2022)
- Mario Lička, calciatore ceco (Ostrava, n. 1982)
- Mario Licker, calciatore italiano (Fiume)
- Mario Ljubić, calciatore croato (Mostar, n. 1985)
- Mario Longoni, ex calciatore italiano (Milano, n. 1927)
- Mario Loporto, ex calciatore maltese (n. 1952)
- Mario Losi, calciatore italiano
- Mario Lovati, calciatore italiano (Milano, n. 1917)
- Mario Lucca, ex calciatore argentino (San Miguel de Tucumán, n. 1961)
- Mario Lučić, calciatore croato (Vinkovci, n. 1981)
- Mario López Quintana, calciatore paraguaiano (Mariano Roque Alonso, n. 1995)

## M(54)
- Mario Maffioli, calciatore italiano (Brescia, n. 1909 - Cortona, † 2005)
- Mario Magnozzi, calciatore e allenatore di calcio italiano (Livorno, n. 1902 - Livorno, † 1971)
- Mario Magotti, calciatore italiano (Gonzaga, n. 1920 - Modena, † 1981)
- Mario Magrini, calciatore italiano (Monfalcone, n. 1919 - Monfalcone, † 1978)
- Mario Malagoli, calciatore italiano (Este, n. 1893 - Padova, † 1930)
- Mario Malatesta, calciatore e allenatore di calcio italiano (Roma, n. 1908 - Roma, † 1970)
- Mario Maloča, calciatore croato (Zagabria, n. 1989)
- Mario Mandžukić, ex calciatore croato (Slavonski Brod, n. 1986)
- Mario Manera, ex calciatore italiano (Bascapè, n. 1947)
- Mario Manfredi, calciatore italiano (Armeno, n. 1910 - Omegna, † 1978)
- Mario Mannelli, calciatore italiano (Firenze, n. 1915 - Firenze, † 1999)
- Mario Mannucci, calciatore italiano (Empoli, n. 1906 - Roma, † 1959)
- Mario Maraschi, calciatore e allenatore di calcio italiano (Lodi, n. 1939 - Arcugnano, † 2020)
- Mario Marchegiani, calciatore italiano (Roma, n. 1917)
- Mario Marina, calciatore bosniaco (Bugojno, n. 1989)
- Mario Marini, ex calciatore e allenatore di calcio italiano (San Martino Buon Albergo, n. 1929)
- Mario Marini, calciatore italiano (Prato, n. 1908)
- Mario Martínez Rubio, ex calciatore spagnolo (Soria, n. 1985)
- Mario Roberto Martínez, calciatore honduregno (San Pedro Sula, n. 1989)
- Mario Martiradonna, calciatore italiano (Bari, n. 1938 - Cagliari, † 2011)
- Mario Martín Rielves, calciatore spagnolo (Sonseca, n. 2004)
- Mario Maslać, calciatore serbo (Novi Sad, n. 1990)
- Mario Mazzoni, calciatore e allenatore di calcio italiano (Firenze, n. 1931 - Firenze, † 2019)
- Mario Medina, ex calciatore messicano (Juchitán, n. 1952)
- Mario Meggiorini, calciatore italiano (Isola della Scala, n. 1937 - † 1985)
- Mario Melchiot, ex calciatore olandese (Amsterdam, n. 1976)
- Mario Mena, calciatore boliviano (Tarija, n. 1927 - La Paz, † 2013)
- Mario Méndez, ex calciatore messicano (Guadalajara, n. 1979)
- Mario Mendoza, ex calciatore argentino (n. 1949)
- Mario Meneghetti, calciatore italiano (Novara, n. 1893 - Novara, † 1942)
- Mario Mereghetti, calciatore italiano (Ossona, n. 1938)
- Mario Meucci, calciatore italiano (Brozzi, n. 1911 - Firenze, † 1996)
- Mario Meštrović, ex calciatore croato (Osijek, n. 1970)
- Mario Micheli, calciatore italiano (Trieste, n. 1924)
- Mario Migliavacca, calciatore italiano (Torino, n. 1908)
- Mario Mijatović, calciatore croato (Kneževo, n. 1980)
- Mario Miltone, calciatore italiano (Novara, n. 1906 - Novara, † 1976)
- Mario Mitaj, calciatore greco (Atene, n. 2003)
- Mario Mlacher, calciatore italiano (Trieste, n. 1920)
- Mario Mladenovski, calciatore macedone (Skopje, n. 2000)
- Mario Monge, calciatore salvadoregno (n. 1938 - † 2009)
- Mario Monreal, ex calciatore maltese (n. 1955)
- Mario Montesanto, calciatore e allenatore di calcio italiano (Venezia, n. 1909 - Castel San Pietro Terme, † 1987)
- Mario Monti, calciatore argentino
- Mario Morello, ex calciatore italiano (Cordenons, n. 1945)
- Mario Moreno, calciatore cileno (Santiago del Cile, n. 1935 - Santiago del Cile, † 2005)
- Mario Moretti, calciatore italiano (Milano, n. 1889)
- Mario Moretti, calciatore italiano (Firenze, n. 1902)
- Mario Moriggi, calciatore italiano (Pagazzano, n. 1941 - Pagazzano, † 2016)
- Mario Morina, ex calciatore albanese (Tirana, n. 1992)
- Mario Morosini, ex calciatore e ex giocatore di calcio a 5 italiano (Roma, n. 1963)
- Mario Musa, ex calciatore croato (Zagabria, n. 1990)
- Mario Muscat, ex calciatore maltese (Paola, n. 1976)
- Mario Omar Méndez, calciatore uruguaiano (n. 1938 - Montevideo, † 2020)

## N(8)
- Mario Nervi, calciatore italiano (Genova, n. 1913 - Genova, † 1992)
- Mario Neuhäuser, ex calciatore tedesco orientale (n. 1963)
- Mario Nevi, calciatore italiano (n. 1889 - Torino, † 1925)
- Mario Nicola, calciatore, mezzofondista e giornalista italiano (Torino, n. 1882 - Roma, † 1936)
- Mario Nicolini, calciatore e allenatore di calcio italiano (Sassuolo, n. 1912 - Pisa, † 1996)
- Mario Novaković, ex calciatore croato (Spalato, n. 1969)
- Mario Novella, calciatore italiano (Salerno)
- Mario Núñez, ex calciatore cileno (Rancagua, n. 1976)

## O(9)
- Mario Ochoa, calciatore messicano (n. 1927)
- Mario Olenich, calciatore e allenatore di calcio italiano (Trieste, n. 1908)
- Mario Orgero, calciatore, pesista e discobolo italiano (Alessandria, n. 1903 - Alessandria, † 1962)
- Mario Orsini, calciatore italiano
- Mario Ortiz, calciatore cileno (Santiago del Cile, n. 1936 - † 2006)
- Mario Ortiz Ruiz, calciatore spagnolo (Santander, n. 1989)
- Mario Ortiz, ex calciatore messicano (Juchitán de Zaragoza, n. 1983)
- Mario Osbén, calciatore cileno (Chiguayante, n. 1950 - Concepción, † 2021)
- Mario Osuna, calciatore messicano (Culiacán, n. 1988)

## P(36)
- Mario Pacilli, calciatore italiano (L'Aquila, n. 1987)
- Mario Paglialunga, ex calciatore argentino (Rosario, n. 1988)
- Mario Pagliano, calciatore italiano (Torino, n. 1915 - Torino, † 1991)
- Mario Pagotto, calciatore e allenatore di calcio italiano (Fontanafredda, n. 1911 - Bologna, † 1992)
- Mario Palandri, calciatore italiano (Livorno, n. 1904 - † 1951)
- Mario Panagini, calciatore italiano (Cameri, n. 1917)
- Mario Paniati, calciatore italiano (Pecetto Torinese, n. 1907 - Torino, † 1932)
- Mario Pantaleoni, calciatore e allenatore di calcio italiano (Treviso, n. 1931 - Treviso, † 1981)
- Mario Parodi, calciatore italiano (Voghera, n. 1903 - Novi Ligure, † 1981)
- Mario Pašalić, calciatore croato-tedesco (Magonza, n. 1995)
- Mario Pasquina, ex calciatore italiano (Verona, n. 1939)
- Mario Patuzzi, calciatore italiano (Isola della Scala, n. 1907 - Verona, † 1983)
- Mario Pavelić, calciatore austriaco (Eisenstadt, n. 1993)
- Mario Pedraza, ex calciatore cubano (n. 1973)
- Mario Gaspar, calciatore spagnolo (Novelda, n. 1990)
- Mario Pesce, calciatore italiano (Francavilla al Mare, n. 1942 - Francavilla al Mare, † 2023)
- Mario Peñalver, calciatore cubano (Jovellanos, n. 2003)
- Mario Piccinocchi, ex calciatore italiano (Milano, n. 1995)
- Mario Pieri, calciatore italiano (Genova, n. 1930 - Lavagna, † 2008)
- Mario Pietruzzi, calciatore e allenatore di calcio italiano (Alessandria, n. 1918 - Cascinagrossa, † 2014)
- Mario Pinedo, ex calciatore boliviano (La Paz, n. 1964)
- Mario Pineida, calciatore ecuadoriano (Santo Domingo, n. 1992)
- Mario Pistacchi, calciatore italiano (Roma, n. 1932 - Roma, † 2006)
- Mario Pizziolo, calciatore e allenatore di calcio italiano (Castellammare Adriatico, n. 1909 - Firenze, † 1990)
- Mario Pochettini, calciatore italiano (Alessandria, n. 1918)
- Mario Polak, calciatore e allenatore di calcio italiano (Trieste, n. 1919 - Monfalcone, † 1991)
- Mario Pokar, calciatore tedesco (Usingen, n. 1990)
- Mario Porrati, calciatore italiano (Alessandria)
- Mario Pretto, calciatore e allenatore di calcio italiano (Schio, n. 1915 - Campinas, † 1984)
- Mario Prišć, ex calciatore croato (Našice, n. 1974)
- Mario Prosperi, ex calciatore svizzero (Melide, n. 1945)
- Mario Provaglio, calciatore italiano (Brescia, n. 1915 - † 1944)
- Mario Puricelli, calciatore italiano (Milano, n. 1921)
- Mario Pérez Guadarrama, ex calciatore messicano (Città del Messico, n. 1946)
- Mario Pérez Plascencia, calciatore messicano (n. 1927 - † 1985)
- Mario Pérez Zúñiga, ex calciatore messicano (Città del Messico, n. 1982)

## Q(1)
- David Quiroz, ex calciatore ecuadoriano (Guayaquil, n. 1982)

## R(28)
- Mario Rabaglio, calciatore italiano (Romagnano Sesia, n. 1900 - Borgosesia, † 1974)
- Mario Raimondi, ex calciatore svizzero (Thun, n. 1980)
- Mario César Ramírez, ex calciatore paraguaiano (Limpio, n. 1965)
- Sebastián Ramírez, calciatore uruguaiano (Salto, n. 1992)
- Mario Ravnić, calciatore jugoslavo (Muggia, n. 1920)
- Mario Rašić, calciatore croato (Zagabria, n. 1989)
- Mario Rebollo, ex calciatore uruguaiano (Montevideo, n. 1964)
- Mario Regueiro, ex calciatore uruguaiano (Montevideo, n. 1978)
- Mario Reiter, calciatore austriaco (Steyr, n. 1986)
- Mario Remonti, ex calciatore italiano (Gazzaniga, n. 1928)
- Mario Rigamonti, calciatore italiano (Capriolo, n. 1922 - Superga, † 1949)
- Mario Risso, calciatore uruguaiano (Montevideo, n. 1988)
- Mario Riva, calciatore italiano (Monza, n. 1909)
- Mario Rafael Rodríguez, ex calciatore guatemalteco (Città del Guatemala, n. 1981)
- Mario César Rodríguez, ex calciatore honduregno (Potrerillos, n. 1975)
- Mario Rodríguez Cervantes, ex calciatore messicano (Torreón, n. 1978)
- Mario Rodríguez, calciatore argentino (Buenos Aires, n. 1937 - Buenos Aires, † 2015)
- Mario Rodríguez Ruiz, calciatore spagnolo (Barcellona, n. 1997)
- Mario Antonio Rodríguez, ex calciatore peruviano (Lima, n. 1972)
- Mario Rodríguez López, ex calciatore cubano (n. 1977)
- Mario Roghi, calciatore italiano (Sanguinetto, n. 1897 - † 1928)
- Mario Romani, calciatore italiano (Ferrara, n. 1907 - Ferrara, † 1977)
- Mario Ronchetti, calciatore italiano (Como, n. 1898)
- Mario Rondón, ex calciatore venezuelano (Caracas, n. 1986)
- Mario Röser, ex calciatore tedesco orientale (n. 1966)
- Mario Rosi, calciatore italiano (Pescia, n. 1919)
- Mario Rossi, calciatore italiano (Arezzo, n. 1935 - Arezzo, † 1998)
- Mario Rubinato, calciatore italiano (Venezia, n. 1897 - Venezia, † 1957)

## S(34)
- Mario Sabbatella, calciatore argentino (Buenos Aires, n. 1926 - Genova, † 2012)
- Mario Saccone, ex calciatore argentino (San Luis, n. 1970)
- Mario Sačer, calciatore croato (Varaždin, n. 1990)
- Mario Saldívar, calciatore paraguaiano (Lambaré, n. 1990)
- Mario Sampirisi, calciatore italiano (Caltagirone, n. 1992)
- Mario Sanabria, calciatore argentino (n. 2002)
- Mario Santececca, calciatore, allenatore di calcio e dirigente sportivo italiano (Roma, n. 1943 - Roma, † 2024)
- Mario Sara, calciatore austriaco (Vienna, n. 1982)
- Mario Saracino, calciatore e allenatore di calcio italiano (Salerno, n. 1917 - Salerno, † 2002)
- Mario Sartorio, calciatore italiano (Casale Monferrato, n. 1896 - Casale Monferrato, † 1934)
- Mario Sauer, calciatore slovacco (Bratislava, n. 2004)
- Mario Scarpa, calciatore italiano (Goro, n. 1949 - Lagosanto, † 2024)
- Mario Scazzola, calciatore italiano (Vinadio, n. 1901 - † 1983)
- Mario Schembri, ex calciatore maltese (n. 1950)
- Mario Schembri, calciatore maltese (n. 1956 - † 2008)
- Mario Schönenberger, ex calciatore svizzero (Wil, n. 1986)
- Mario Sdraulig, calciatore italiano (Grimacco, n. 1917 - † 1987)
- Mario Seghesio, calciatore italiano (Genova, n. 1903 - Genova, † 1926)
- Mario Semoli, calciatore italiano (Montevarchi, n. 1921 - Montevarchi, † 2000)
- Mario Sernagiotto, calciatore e allenatore di calcio italiano (Cividale, n. 1906 - Catania, † 1996)
- Mario Serra Zanetti, calciatore italiano (Castelfranco Emilia)
- Mario Sestili, ex calciatore italiano (Fiastra, n. 1941)
- Mario Sichel, ex calciatore italiano (Lodi, n. 1927)
- Mario Signoretto, calciatore italiano
- Mario Silvestrelli, calciatore italiano (Ancona, n. 1920)
- Mario Soberón, calciatore spagnolo (Unquera, n. 1997)
- Mario Solimeno, ex calciatore italiano (Cava de' Tirreni, n. 1967)
- Mario Soriano, calciatore spagnolo (Alcalá de Henares, n. 2002)
- Mario Sosa, calciatore cubano (n. 1910)
- Mario Spadoni, calciatore italiano
- Mario Spreafico, calciatore italiano
- Mario Stroeykens, calciatore belga (Arlon, n. 2004)
- Mario Stua, calciatore e allenatore di calcio italiano (Diano Marina, n. 1916 - Livorno, † 1982)
- Mario Suárez Mata, ex calciatore spagnolo (Madrid, n. 1987)

## T(23)
- Mario Tacconi, calciatore italiano (Castelfranco Emilia, n. 1924)
- Mario Tadejević, calciatore croato (Fiume, n. 1989)
- Mario Tenorio, ex calciatore ecuadoriano (n. 1957)
- Mario Tesconi, calciatore italiano (Carrara, n. 1931 - † 2022)
- Mario Tiddia, calciatore e allenatore di calcio italiano (Sarroch, n. 1936 - Sarroch, † 2009)
- Mario Tičinović, calciatore croato (Sinj, n. 1991)
- Mario Tommaseo, calciatore, allenatore di calcio e cantante lirico italiano (La Spezia, n. 1920 - Arcola, † 2006)
- Mario Tomy, ex calciatore italiano (Thiene, n. 1943)
- Mario Tonali, calciatore italiano (Roma, n. 1910 - Roma, † 1998)
- Mario Tontodonati, calciatore italiano (Scafa, n. 1922 - Fontecchio, † 2009)
- Mario Topuzov, calciatore bulgaro (Blagoevgrad, n. 1999)
- Mario Torriani, calciatore italiano (Genova, n. 1895 - Genova, † 1928)
- Mario Torti, calciatore italiano (Voghera, n. 1925 - Voghera, † 2006)
- Mario Tortul, calciatore e allenatore di calcio italiano (San Canzian d'Isonzo, n. 1931 - Genova, † 2008)
- Mario Toselli, calciatore e allenatore di calcio italiano (Rivarolo Ligure, n. 1897 - Montabone, † 1977)
- Mario Tosolini, calciatore italiano (Tricesimo, n. 1918 - Pordenone, † 1971)
- Mario Tossoni, calciatore argentino (Buenos Aires, n. 1918)
- Mario Tozi, calciatore italiano (Roma, n. 1920 - Palermo, † 1998)
- Mario Trebbi, calciatore e allenatore di calcio italiano (Sesto San Giovanni, n. 1939 - Paderno Dugnano, † 2018)
- Mario Trejo, ex calciatore messicano (Città del Messico, n. 1956)
- Mario Trezzi, calciatore e allenatore di calcio italiano (Barlassina, n. 1921)
- Mario Tribuzio, calciatore italiano (Trieste, n. 1939 - Reggio Emilia, † 2010)
- Mario Turdó, ex calciatore argentino (Rosario, n. 1979)

## U(1)
- Mario Urbani, calciatore italiano (Pola, n. 1919 - Roma, † 1995)

## V(18)
- Mario Valeri, calciatore italiano (Sorso, n. 1949 - Sassari, † 2024)
- Mario Valobra, calciatore italiano (Torino, n. 1891 - Torino, † 1985)
- Mario Vannini, calciatore italiano (n. 1899)
- Mario Varglien, calciatore e allenatore di calcio italiano (Fiume, n. 1905 - Roma, † 1978)
- Mario Vega, ex calciatore argentino (Cutral Có, n. 1984)
- Mario Vellani, calciatore italiano (Sampierdarena)
- Mario Véner, ex calciatore argentino (Tandil, n. 1964)
- Mario Ventimiglia, calciatore italiano (Sanremo, n. 1921 - Sanremo, † 2005)
- Mario Verdolini, ex calciatore italiano (Verona, n. 1933)
- Mario Verga, calciatore italiano (Vobarno, n. 1912)
- Mario Vergani, ex calciatore italiano (Brugherio, n. 1929)
- Mario Vialardi, calciatore italiano (Biella, n. 1904 - Biella, † 1990)
- Mario Villa, ex calciatore italiano (Borgosesia, n. 1939)
- Mario Villa, calciatore italiano (Milano, n. 1925)
- Mario Vivani, calciatore e allenatore di calcio italiano (Cagli, n. 1949 - Urbino, † 2024)
- Mario Vrančić, calciatore bosniaco (Slavonski Brod, n. 1989)
- Mario Vušković, calciatore croato (Spalato, n. 2001)
- Mario Vušković, calciatore jugoslavo (Spalato, n. 1953 - Podstrana, † 1985)

## W(2)
- Mario Watler, ex calciatore britannico (n. 1978)
- Mario Wolfinger, ex calciatore liechtensteinese (n. 1982)

## Y(1)
- Mario Dorgeles, calciatore ivoriano (Andokoi, n. 2004)

## Z(12)
- Mario Zahra, ex calciatore maltese (n. 1956)
- Mario Zanello, calciatore italiano (Vercelli, n. 1903 - Carmagnola, † 1981)
- Mario Zanello, ex calciatore italiano (Saciletto, n. 1926)
- Mario Zanetti, calciatore italiano (Chivasso, n. 1914)
- Mario Zanni, calciatore italiano (Rimini, n. 1916)
- Mario Zanon, ex calciatore italiano (Piazzola sul Brenta, n. 1941)
- Mario Zanotti, ex calciatore argentino (n. 1947)
- Mario Zatelli, calciatore e allenatore di calcio francese (Sétif, n. 1912 - Sainte-Maxime, † 2004)
- Mario Zidarich, calciatore e allenatore di calcio italiano (Fiume, n. 1915 - Livorno, † 1974)
- Mario Zimolo, ex calciatore italiano (Sagrado, n. 1947)
- Mario Zoryez, ex calciatore uruguaiano (n. 1950)
- Mario Zorzan, calciatore italiano (Vicenza, n. 1912 - Milano, † 1973)

## Ć(3)
- Mario Ćurić, calciatore croato (Spalato, n. 1998)
- Mario Ćutuk, calciatore e allenatore di calcio croato (Mostar, n. 1960 - † 2023)
- Mario Ćuže, calciatore croato (Metković, n. 1999)

## Č(3)
- Mario Čižmek, ex calciatore croato (Zagabria, n. 1975)
- Mario Čuić, calciatore croato (Spalato, n. 2001)
- Mario Čutura, ex calciatore croato (Vinkovci, n. 1978)

## Š(1)
- Mario Šitum, calciatore croato (Zagabria, n. 1992)